# Lime à ongles
Pour les articles homonymes, voir Lime.

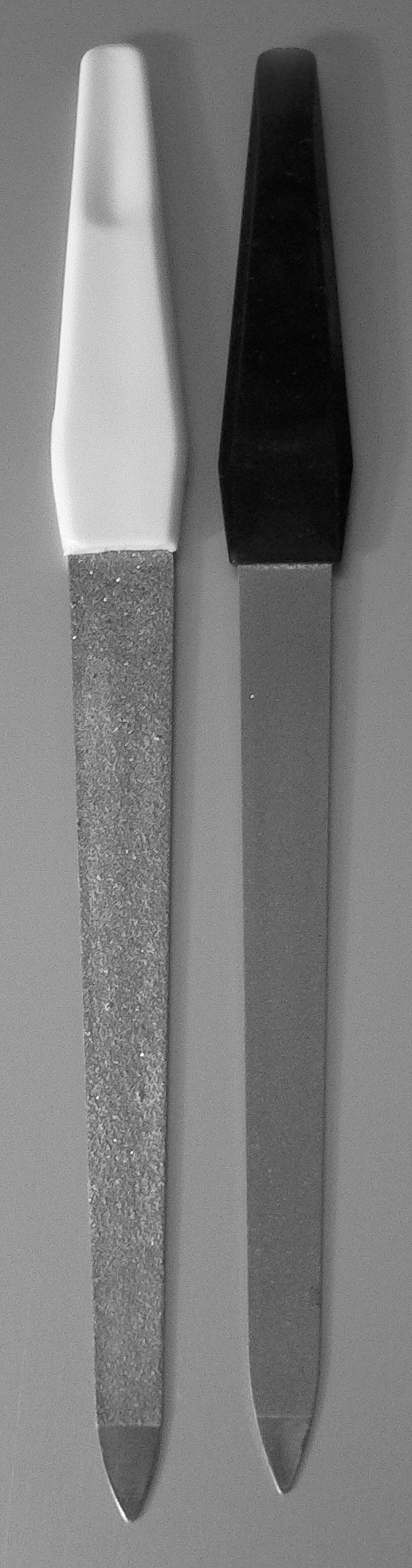
Limes à ongles.

Une lime à ongles est un outil destiné au soin des ongles (voir manucure).

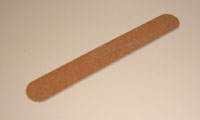
Lime à ongles en carton allongée recouverte de papier émeri.

La lime à ongles est soit une petite pièce de carton allongée recouverte de papier émeri, rose à forte rugosité d'un côté, et blanc à fine rugosité de l'autre, soit une lame de métal strié. Comme toute lime, elle est utilisée grâce à un mouvement oscillatoire et au frottement de la partie rugueuse sur la tranche extérieure de l'ongle, ce qui en provoque l'usure. L'usage du côté le plus rugueux permet un travail de dégrossissage et de sculpture grossier, et l'usage du côté le moins rugueux permet un travail de finition pour obtenir une courbe idéale de l'ongle. C'est un des instruments de la manucure.